# Little Dip Conservation Park
Little Dip Conservation Park är en park i Australien. Den ligger i delstaten South Australia, omkring 280 kilometer sydost om delstatshuvudstaden Adelaide.
Trakten runt Little Dip Conservation Park är nära nog obefolkad, med mindre än två invånare per kvadratkilometer.. Närmaste större samhälle är Robe, nära Little Dip Conservation Park. 
Trakten runt Little Dip Conservation Park består till största delen av jordbruksmark. Genomsnittlig årsnederbörd är 750 millimeter. Den regnigaste månaden är juli, med i genomsnitt 128 mm nederbörd, och den torraste är februari, med 17 mm nederbörd.